# Legia Varsovia (baloncesto)
Legia Varsovia /ˈlɛɡjə/ (Pronunciación polaca: ˈlegia warszawa) es un club de baloncesto polaco, localizado en Varsovia y fundado en 1929 como la sección de baloncesto del militar multi-club de deporte Legia Varsovia. Legia se convirtió en el equipo líder en el baloncesto polaco en las décadas de 1950 y 1960 con siete campeonatos nacionales y tres copas nacionales. Disputa sus partidos en el pabellón OSiR Bemowo, con capacidad para 1.000 espectadores.

## Temporada a temporada
| Temporada | Nivel | Liga   | Pos. | Récord | Copa de Polonia  |
| --------- | ----- | ------ | ---- | ------ | ---------------- |
| 2011–12   | 4     | 3 Liga | 1º   |        |                  |
| 2012–13   | 3     | 2 Liga | 3º   |        |                  |
| 2013–14   | 3     | 2 Liga | 1º   |        |                  |
| 2014–15   | 2     | I Liga | 4º   |        |                  |
| 2015–16   | 2     | I Liga | 2º   |        |                  |
| 2016–17   | 2     | I Liga | 1º   |        |                  |
| 2017–18   | 1     | PLK    | 16º  | 5–27   | Cuartos de final |

## Palmarés
Títulos totales: 11

### Competiciones domésticas
- Polska Liga Koszykówki:
  - Ganadores (7): 1956, 1957, 1960, 1961, 1963, 1966, 1969
- Copa de Polonia:
  - Ganadores (3): 1968, 1970, 2024
- I Liga:
  - Ganadores (1): 2017